# 鬼生田貞雄
鬼生田 貞雄（おにうだ さだお、1909年〈明治42年〉7月15日 - 1966〈昭和41年〉12月20日）は、日本の小説家。
日本における実存主義の紹介に早期に触れ、シベリア抑留体験者としての戦後体験や、福島県の風土を、独特の実存主義的作風で書いた。

## 来歴
本名は貞淳。福島県三春町出身。明治大学卒業後、昭和13年、藤口透吾、内田生枝らとともに「一八会」を結成、同人雑誌「文学部落」を刊行していたとされる。一八会にはのちに芝木好子、大原富枝が参加していた。昭和13年「文藝首都」同人となる。
下谷区役所、健康保険協会出版部、実業之日本社に勤務し、昭和20年、赤羽部隊に入隊。抑留体験を経て昭和23年4月に帰国後、実業之日本社勤務に戻り雑誌「ホープ」編集長を務める。昭和27年の退社と同時期に石上玄一郎、杉浦みちを、勝又茂幸らとともに同人雑誌「現象」を刊行。発刊当初の発行者は古賀孝之であったが鬼生田貞雄が「現象」の実質的な主幹であったとされる。
「アナタハン」（丸山通郎名義）、6ケ国語に翻訳されるベストセラーとなった「グアム島」（伊藤正名義）、「愛の交響楽―シューベルト物語」（生田貞雄名義での翻訳）など数多くのゴーストライターとしての著作と筆名があり、現在となってはそれらの著作の全てを追跡することは困難である。
昭和30年「衆目」が直木賞候補となる。
歿後、一周忌の折に二見書房と親族によって「黒い羊」が刊行。七周忌には「魂煙」が刊行された。

## 著作リスト
- 「アナタハン」（1951/ 東和社）※丸山通郎名義
- 「基地九十九里」（1953年/ 東和社）
- 「愛の交響楽―シューベルト物語」（1956/三笠書房）※ペレグリーニ 著, 生田貞雄名義での編訳
- 「創業の商傑 : 今日に生きる商魂」（1958/ 実業之日本社）
- 「グアム島―十六年の記録」（1960/ 二見書房）※伊藤正名義
- 「ほのかな愛の物語」（1961/ 秋元書房）
- 「アマゾンの裸族 (秘境シリーズ)」（1964/ 二見書房）※ヘルムート・シック 著, 翻訳
- 「涙ぽろんと」（1965/ 秋元書房）
- 「黒い羊」（1967/ 二見書房）
- 「魂煙」（1972/ 二見書房）